# بوريس موبهيبو إنغونغا
بوريس موبهيبو إنغونغا (بالفرنسية: Boris Moubhibo Ngonga)‏ هو لاعب كرة قدم كونغولي يلعب حاليًا في مركز الدفاع لصالح نادي اي سي ليوباردز.

## روابط خارجية
- بوريس موبهيبو إنغونغا على موقع الاتحاد الدولي (مؤرشف)  (الإنجليزية)
- بوريس موبهيبو إنغونغا على موقع ناشيونال فوتبول تيمز (الإنجليزية)
- بوريس موبهيبو إنغونغا على موقع Soccerway.com (الإنجليزية)